# 費維爾 (伊利諾伊州)
費維爾（英語：Fayville）是位於美國伊利諾伊州亞歷山大縣的一個非建制地區。該地的面積和人口皆未知。

## 地理
費維爾的座標為37°09′53″N 89°25′36″W / 37.16472°N 89.42667°W，而該地的平均海拔高度為105米（即344英尺）。